# Fernando Ledesma
Fernando Ledesma Bartret (ur. 30 grudnia 1939 w Toledo) – hiszpański prawnik i polityk, parlamentarzysta, w latach 1982–1988 minister sprawiedliwości, w latach 1991–1996 przewodniczący Rady Stanu.

## Życiorys
Ukończył w 1961 studia prawnicze na Uniwersytecie w Salamance. Zajmował się prawem podatkowym. W 1972 nominowany na sędziego sądu administracyjnego. Zajął się również działalnością dydaktyczną jako wykładowca hiszpańskich uniwersytetów. W 1980 powołany w skład Rady Głównej Władzy Sądowniczej.
Od grudnia 1982 do lipca 1988 zajmował stanowisko ministra sprawiedliwości w dwóch rządach Felipe Gonzáleza. Działał w Hiszpańskiej Socjalistycznej Partii Robotniczej. Z jej ramienia w latach 1986–1991 sprawował mandat posła do Kongresu Deputowanych III i IV kadencji. W latach 1991–1996 był przewodniczącym Rady Stanu, rządowego organu doradczego. W 1996 powrócił do orzekania; od tegoż roku do 2009 zasiadał w Trybunale Najwyższym, w którym przewodniczył sekcji do spraw administracyjnych.
Odznaczony Krzyżem Wielkim Orderu Karola III, Krzyżem Wielkim Orderu Zasługi Cywilnej, Krzyżem Wielkim Orderu Krzyża Świętego Rajmunda z Penafort oraz Orderem Zasługi Republiki Włoskiej II klasy.